# Стародубська 2-га сотня
Друга Стародубська сотня — територіально-адміністративна і військова одиниця Ніжинського і згодом Стародубського полку Гетьманщини в 1654—1663 і 1750—1782 pp.

## Історія
Виникла у 1654 р. як адміністративний та військовий підрозділ автономної Стародубщини у складі Ніжинського полку. У 1663 р., при створенні окремого Стародубського полку, цю сотню ліквідували, об'єднавши її з полковою. У 1750 р. другу Стародубську сотню відновили, а 1782 р. разом з усіма іншими ліквідували, включивши територію до Новгород-Сіверського намісництва.
Сотенний центр: місто Стародуб, нині — райцентр Брянської області Російської Федерації.

## Сотники
Силевич Андрій (1740—1750). Волинський Василь (1742, н.). Слухановський Опанас (1758—1777). Семека Яків (1770—1781).

## Населені пункти
На середину XVIII ст.: Андрійковичі, село; Баликине, село; Басихин, село; Берковичі, село; Бобрик, село; Брахлів, село; Буда, село; Гордіївка, село; Гриденки, село; Грим'ячка, хутір; Гринів, село; Данилівка, слобода; Дем'янки, село; Дідів, село; Дахновичі, село; Дубенка, слобідка; Залізний Міст, село; Жовниця, село; Жонка, село; Іванівський, хутір; Карпилівка, село; Киселівка, село; Кошовець, село; Коростилів, село; Красновичі, село; Кривошиї, село; Кропивна, село; Круків, село; Кузнеці, село; Курів, село; Курковичі, село; Курознів, село; Кустичі, село; Левенка, село; Леонівка, село; Ломаківка, село; Любечани, село; Мглин, місто; Меленськ, село; Меренівка, село; Мишківка, село; Млинка, село; Мориця, слобода; Невзорів, село; Новицька, слобода; Новосілки, село; Озарівка, село; Олександрівка, слобідка; Олехине, село; Паконі, село; Панковичі, село; Писарівка, село; Пихторівка, село; Підбіле, село; Плавні, село; Погар, місто; Полон, село; Полуляхова буда; Полівка, слобода; Привалівка, село; Прирубки, село; Решітки, село; Савенки, село; Семенівка, слобода; Синін, село; Слобідка біля Завода; Случок, село; Стародуб, місто; Суражичі, село; Суховерхів, село; Суходілля, село; Сухосіївка, село; Тарасівка, село; Татищів, село; Творищин, село; Тишківка, село; Тютюри, село; Уношів, село; Хмелівка, село; Ходинська рудня; Хомутівка, село; Черніж, село; Човпня, село; Чубковичі, село; Шираївка, слобода; Шкрябине, село; Яблунька, село; Яремине, село.
В «Генеральному описі Малоросії» 1765—1769 pp. за сотнею також значаться села і слободи: Азарівка, Алісівка, Андріївка, Артюшкове, Борозине, Крута Буда, Панурівська Буда, Дарцеве, Десятуха, Макарівка, Мариця, Олефіне, Олядине, Понурівка, Рахманів, Теренівка. Підкреслені ж поселення в цьому описі значаться за іншими сотнями Стародубського полку.